# Ulrich Hinse
Ulrich Hinse (* 13. April 1947 in Münster, Westfalen) ist ein deutscher Kriminaldirektor und Autor.

## Leben
Hinse stammt aus Münster in Westfalen. Er arbeitete als Kriminalist beiim Bundeskriminalamt und danach beim Landeskriminalamt Mecklenburg-Vorpommern. Dort baute er die Staatsschutzabteilung auf und leitete sie, bis er als Referent für die Polizeiliche Prävention in das Innenministerium von Mecklenburg-Vorpommern wechselte. Im Jahr 2007 pensioniert, pilgerte er im gleichen Jahr zu Fuß den Camino frances von Pamplona nach Santiago de Compostela und im Jahr 2008 den Nordweg von Ribadeo.
Hinse ist Mitglied der Polizei-Poeten und wurde Krimipreisträger der 10. Schweriner Literaturtage 2005.

## Werke
- Wer will schon nach Meck-Pomm?. Autobiografischer Roman. Scheunen-Verlag, Kückenshagen 2002, ISBN 3-934301-63-0
- Blutiger Raps. Ein Staatsschutzroman aus Mecklenburg-Vorpommern. Scheunen-Verlag, Kückenshagen 2003, ISBN 3-934301-76-2
- Der Mord am Schwarzen Busch. Weiland-Verlag, Lübeck 2005, ISBN 3-87890-099-6 (Anthologie)
- Die 13. Plage oder Wessen Brot ich esse. Godewind Verlag, Wismar 2006, ISBN 3-938347-96-1
- Ein Mecklenburger auf dem Jakobsweg. Wieden Verlag, Schwerin 2007, ISBN 978-3-9811832-0-7
- Der Tote im Poeler Moor. Weiland-Verlag, Lübeck 2007, ISBN 978-3-87890-124-2 (Anthologie)
- Das Jakobsweg-Komplott. Scheunen-Verlag, Kückenshagen 2009, ISBN 978-3-938398-41-8. Neuauflage EDITION digital, Pinnow 2016, ISBN 978-3-95655-745-3
- Tod eines Hühnerjägers. Ahead an Amazing-Verlag, 2009, ISBN 978-3-933305-72-5 (Anthologie)
- Das Gold der Templer. Ein historischer Roman über den Verbleib des Templerschatzes anno domini 1307. Edition digital, Pinnow 2014, ISBN 978-3-86394-603-6
- Die Petermännchenpuppe. Pinnowkrimi. Edition digital, Pinnow 2014, ISBN 978-3-86394-609-8
- Falsches Spiel. Pinnowkrimi. Edition digital, Pinnow 2014, ISBN 978-3-86394-612-8
- Der Glatteisagent – eine Geschichte aus der Zeit des Kalten Krieges. Wenn Opa Raschke erzählt. Edition digital, Pinnow 2015, ISBN 978-3-95655-252-6
- Schweriner Mordgeschichten. EKHK Raschke ermittelt. Edition digital, Pinnow 2015, ISBN 978-3-95655-253-3
- Der Traum des Templers und seine Reise über das Atlantische Meer. Ein historischer Roman über die Südamerikareise der Templer (Das Gold der Templer, Teil 2). Edition digital, Pinnow, 2016, ISBN 978-3-95655-609-8
- Das Gold der Andentempler. Ein historischer Roman über den Aufenthalt der Templer bei dem Volk der Chachapoya in den Anden (Das Gold der Templer, Teil 3). Edition digital, Pinnow, 2017, ISBN 978-3-95655-782-8
- Die Extremen: Ein Staatsschutzroman aus Mecklenburg-Vorpommern. Edition digital, Pinnow, 2018